# Branchit
Branchit (ehemals Hartit, Synonym Josen) ist ein sehr selten vorkommendes Mineral aus der Mineralklasse der „Organischen Verbindungen“ mit der Summenformel C20H34 und gehört damit chemisch gesehen zu den Kohlenwasserstoffen.
Branchit kristallisiert im triklinen Kristallsystem und entwickelt meist schalige, blättrige oder massige Aggregate mit wachsartigem Glanz auf den Oberflächen. Auf frischen Bruchflächen geht dieser in Glasglanz und auf Spaltflächen in Perlglanz über. In reiner Form ist er farblos und durchsichtig. Durch vielfache Lichtbrechung aufgrund von Gitterfehlern oder polykristalliner Ausbildung kann er aber auch weiß erscheinen und durch Fremdbeimengungen eine graue bis gelblichgraue Farbe annehmen, wobei die Transparenz entsprechend abnimmt.
Mit einer Mohshärte von 1 ist Branchit ebenso weich wie das Referenzmineral Talk und lässt sich leicht mit dem Fingernagel ritzen. Seine Dichte schwankt je nach Reinheit des Minerals zwischen 1,036 und 1,06 g/cm³ und liegt damit nur wenig über der von Wasser (1 g/cm³).

## Etymologie und Geschichte
Entdeckt und beschrieben wurde das Mineral 1841 durch Wilhelm Ritter von Haidinger, der zusammen mit dem Grafen von Breuner eine Exkursion in die Braunkohlegrube bei Oberhart nahe Gloggnitz in Niederösterreich unternahm. Dort fand er mehrere Proben eines dem Scheererit (fossiles Harz) ähnlichen Materials, das aber im Gegensatz zu diesem keine ausgeprägten Kristalle, sondern eher walratähnliche Massen bildet und einen höheren Schmelzpunkt hat. Scheererit schmilzt bereits bei 46 °C, Hartit dagegen erst bei etwa 71 bis 71,5 °C (nach Haidinger bei etwa 74 °). Den Namen Hartit wählte Haidinger in Anlehnung an dessen Typlokalität.
Bereits 1839 beschrieb allerdings auch Paolo Savi ein Kohlenwasserstoff-Mineral, dem er zu Ehren von Giuseppe Branchi den Namen Branchit gab. Spätere Überprüfungen ergaben, dass das von Savi beschriebene Mineral identisch mit dem von Haidinger beschriebenen Hartit war. Erst 2021 wurde das bis dahin als Hartit bekannte Mineral nach einem Antrag (IMA 21-A) bei der Commission on new Minerals, Nomenclature and Classification (CNMNC) der International Mineralogical Association (IMA) offiziell umbenannt in Branchit, da dieser ältere Name historische Priorität hat. Da die Publikation der Umbenennung des Minerals im Newsletter 61 gleichzeitig als nachträgliche Anerkennung desselben gilt, wird es seitdem in der „Liste der Minerale und Mineralnamen“ der IMA unter der Summenanerkennung „2021 s.p.“ (special procedure) geführt.
Das ebenfalls von der IMA anerkannte Mineral-Symbol war bis 2021 „Hrt“, wurde aber im Folgejahr angepasst und lautet jetzt „Bran“.
Das Typmaterial des Minerals wird im Krahuletz-Museum im niederösterreichischen Eggenburg aufbewahrt, wobei die Sammlungsnummer nicht bekannt ist.

## Klassifikation
Bereits in der veralteten 8. Auflage der Mineralsystematik nach Strunz gehörte der Branchit (Hartit) zur Mineralklasse der „Organischen Verbindungen“ und dort zur Abteilung der „Kohlenwasserstoffe“, wo er zusammen mit Dinit, Fichtelit, Flagstaffit, Karpathit, Kratochvílit, Simonellit und dem inzwischen als fraglich geltenden Phylloretin sowie im Anhang mit Idrialin, Kladnoit, Refikit und den ebenfalls als fraglich geltenden Graebeit, Scharizerit und Ulmit die Gruppe der „Carbocyclischen Verbindungen“ mit der System-Nr. IX/B.02 bildete.
Im zuletzt 2018 überarbeiteten und aktualisierten Lapis-Mineralienverzeichnis nach Stefan Weiß, das sich aus Rücksicht auf private Sammler und institutionelle Sammlungen noch nach dieser alten Form der Systematik von Karl Hugo Strunz richtet, erhielt das Mineral die System- und Mineral-Nr. IX/B.02-50. In der „Lapis-Systematik“ entspricht dies der präziser definierten Abteilung „Stickstoff-freie Kohlenwasserstoffe“, wo Branchit (Hartit) zusammen mit Dinit, Fichtelit, Flagstaffit, Hoelit, Idrialin, Karpathit, Kratochvílit, Phylloretin, Ravatit, Refikit, Simonellit und Wampenit eine Gruppe mit „Ringförmigen Strukturen“ bildet.
Auch die von der IMA zuletzt 2009 aktualisierte 9. Auflage der Strunz’schen Mineralsystematik ordnet den Branchit (Hartit) in die Abteilung der „Kohlenwasserstoffe“ ein. Diese ist allerdings weiter unterteilt und das Mineral ist in der unbenannten Unterabteilung „10.BA“ zu finden, wo es als einziges Mitglied die unbenannte Gruppe 10.BA.10 bildet.
Die vorwiegend im englischen Sprachraum gebräuchliche Systematik der Minerale nach Dana ordnet den Branchit (Hartit) ebenfalls in die Klasse und dort in die gleichnamige Abteilung der „Organischen Minerale“ ein. Hier ist er zusammen mit Ravatit in der „Ravatitgruppe“ mit der System-Nr. 50.03.02 innerhalb der Unterabteilung „Salze organischer Säuren (Kohlenwasserstoffe)“ zu finden.

## Kristallstruktur
Branchit kristallisiert triklin in der Raumgruppe P1 (Raumgruppen-Nr. 1) mit den Gitterparametern a = 11,41 Å, b = 20,95 Å, c = 7,41 Å, α = 93,9° β = 100,7° und γ = 80,5° sowie vier Formeleinheiten pro Elementarzelle.
Die Kristallstruktur von Branchit besteht aus vier unabhängigen Molekülen unterschiedlicher Konfigurationen, jedoch mit jeweils drei Kohlenstoff-Ringen in „stuhlförmiger“ Gestalt und einem Ring in Gestalt eines „Briefumschlags“.

## Bildung und Fundorte
Branchit bildet sich durch Auslaugung der Lignitschichten in Braunkohle-Lagerstätten mit organischen Lösungsmitteln und findet sich entsprechend als Spalt- oder Rissfüllung ebendieser oder angrenzender Schichten. Als Begleitminerale treten unter anderem Siderit und Limonit auf.
Als sehr seltene Mineralbildung konnte Branchit nur in wenigen Proben nachgewiesen werden, wobei weltweit bisher rund zehn Fundstätten dokumentiert sind (Stand 2022). Neben der Braunkohlegrube bei Oberhart in Niederösterreich fand sich das Mineral in Österreich noch bei Göriach und Oberdorf nahe Köflach sowie am Muttl-Kogel im Zangtal in der Steiermark und am Homberg nahe Bleiburg in Kärnten.
Der bisher einzige bekannte Fundort in Deutschland ist der Braunkohletagebau Amsdorf im Landkreis Mansfeld-Südharz von Sachsen-Anhalt.
Weitere bisher bekannte Fundorte sind die „Castelnuovo Mine“ bei Santa Barbara in der Gemeinde Cavriglia und I Gulfi in der Gemeinde Chianni (Toskana) sowie Terni (Umbrien) in Italien; Bílina in Tschechien und Edelény in Ungarn.